# Rock im Quadrat
Rock im Quadrat ist ein regionales Newcomerfestival, das seit 1999 jährlich im Mannheimer Capitol stattfindet. Das von der regionalen Tageszeitung Mannheimer Morgen ausgerichtete Festival hat sich aufgrund der erfolgreichen Mannheimer Musikszene auch überregional einen Namen gemacht.
Als der Mannheimer Morgen im November 1999 das erste Rock im Quadrat initiierte, dominierte elektronische Musik, insbesondere Drum and Bass, in den Mannheimer Clubs. Mit Bands wie den Heidelberger Metalern Thorn.Eleven (spielten später im Vorprogramm von Slayer) oder den Politrockern Shin-En (gewannen 2000 den Deutschen Rockpreis) brachte das erste Rock im Quadrat auch die Rockszene der Region in den Blickpunkt.
Die seitdem jährlich im Mannheimer Capitol stattfindende Veranstaltung war in den folgenden Jahren Sprungbrett für aus der Region stammende Musiker wie The Flames, Königwerq oder Groove Guerrilla.

## Auftritte
(in Auswahl)
- 1999: Thorn.Eleven, Shin-En
- 2000: The Flames, Sham Fu
- 2001: Four Sided Cube, Alias Eye, Somnambul
- 2002: Regenmann, Stadtranderholung
- 2003: Groove Guerrilla
- 2004: Königwerq, Yvonne Betz, RAiN, Break Even
- 2005: Radiodick, Blaues Wunder, Soma, Panda Playschool, Marc Florian Friedrich & die Freunde des guten Geschmacks
- 2006: Wallis Bird, Anna Lena, Falk, Sensu, Momentaufnahme
- 2007: Ellen Klinghammer, Jayahdeva, Mellow, Get Well Soon, VP-1
- 2008: Beispielwelt, Laura Kloos & Band, K-Rings Brothers, Stephanie Neigel, Jacky
- 2009: 7th Day Davidian, 8 Balls on Fire, Everblame, SuperPancho, Full SpiN
- 2011: TOTAL BANAL, Bourbon Seas, The Alicka Problem, Marie and the Red Cat, Dirty Age
- 2013: The Ikarus Effect, Traversay, Smells like Grandma, Blac Head Lion